# Major League Gaming
Major League Gaming (MLG), grundad 2002 av Sundance DiGiovanni och Mike Sepso, var en nordamerikansk professionell e-sportorganisation med sitt huvudkontor i New York. MLG har hållit officiella videospelsturneringar i USA och Kanada. Organisationen lades ned 15 januari 2024. 